# La Florida
La Florida – miasto w Kolumbii, w departamencie Nariño.